# Gerakári (ort i Grekland, Mellersta Makedonien)
Gerakári är en ort i Grekland.   Den ligger i prefekturen Nomós Kilkís och regionen Mellersta Makedonien, i den norra delen av landet, 400 km norr om huvudstaden Aten. Gerakári ligger 337 meter över havet och antalet invånare är 231.
Terrängen runt Gerakári är kuperad åt nordväst, men åt sydost är den platt. Runt Gerakári är det glesbefolkat, med 10 invånare per kvadratkilometer. Närmaste större samhälle är Kilkis, 13,0 km söder om Gerakári. Trakten runt Gerakári består till största delen av jordbruksmark.